# Al-'Ankabut
Al-'Ankabut (arabe : سُورَةُ ٱلْعَنْكَبُوتِ, français : L'araignée) est le nom traditionnellement donné à la 29e sourate du Coran, le livre sacré de l'islam. Elle comporte 69 versets. Rédigée en arabe comme l'ensemble de l'œuvre religieuse, elle fut proclamée, selon la tradition musulmane, durant la période mecquoise.

## Origine du nom
Bien que le titre ne fasse pas directement partie du texte coranique, la tradition musulmane a donné comme nom à cette sourate L'araignée, en référence au contenu du quarante-et-unième verset, qui constitue une parabole :

« 41. Ceux qui ont pris des protecteurs en dehors d’Allah ressemblent à l’araignée qui s’est donnée maison. Or la maison la plus fragile est celle de l’araignée. Si seulement ils savaient ! »

Le titre de la sourate provient des versets 41-42 et de la parabole de l’araignée. Elle a fait l’objet d’un récit autour de Mahomet, qui se serait caché dans une grotte dont une araignée aurait caché l’entrée. Or, le mot « araignée » (‘ankabut) provient de l’araméen et ce passage semble une exégèse juive ou chrétienne syriaque du Psaume 83 et d’un passage d’Esdras. Cette relecture permettrait de conclure que le choix du titre n’était pas lié au hasard mais que cette parabole sous-tend les autres passages de la sourate qui possède un caractère homilétique.

## Historique
Il n'existe à ce jour pas de sources ou documents historiques permettant de s'assurer de l'ordre chronologique des sourates du Coran. Néanmoins selon une chronologie musulmane attribuée à Ǧaʿfar al-Ṣādiq (VIIIe siècle) et largement diffusée en 1924 sous l’autorité d’al-Azhar,, cette sourate occupe la 85e place. Elle aurait été proclamée pendant la période mecquoise, c'est-à-dire schématiquement durant la première partie de l'histoire de Mahomet avant de quitter La Mecque. Contestée dès le XIXe par des recherches universitaires, cette chronologie a été revue par Nöldeke,, pour qui cette sourate est la 81e.
Selon Neuwirth, cette sourate daterait de la période mecquoise avec des additions médinoises. Bell, lui, la date principalement de la période médinoise. Blachère lui voit deux strates rédactionnelles et une mise en forme à l’époque médinoise, avec la possibilité d’autres petites additions ou modifications.
L’étude de la parabole de l’araignée permet de situer son introduction à un moment où la communauté musulmane cherche à se différencier des autres religions, soit à l’époque d’Uthman, soit sous Abd al-Malik.

## Interprétations
Cette sourate appartient au groupe des sourates 27 à 36 qui se trouvent presque au milieu du Coran. Hétérogène, en particulier en raison de leur style concis et allusif, cet ensemble se compose principalement d’histoire de prophètes et de prescription en lien avec les fins dernières. Elles ne seraient pourtant qu’allusives, ce qui appuierait l’hypothèse du courant orientaliste selon laquelle le Coran serait construit comme un commentaire midrashique de textes bibliques connus de la communauté recevant cet enseignement.

### Versets divers
À propos des trois lettres alif, lām, mīm, Grodzki cite la théorie de Luxenberg selon laquelle elles seraient une abréviation de la phrase syriaque emar lī Māryā, « le Seigneur m’a parlé ». Certains manuscrits coraniques anciens porteraient un court signe horizontal utilisé dans la tradition syriaque pour signifier une abréviation.
Tengour s’interroge sur la notion de Gihad qui prend ici le sens de « faire l’effort » de rejoindre Mahomet en effectuant l’hégire (hijra). De même, il remarque que le terme (v.6) traduit par « monde » est une extrapolation médiévale et devrait être traduit par « tribus ».
Pour Dye, l’ordre de succession des prophètes évoqués dans cette sourate dépend davantage d’une approche homilétique que d’une approche chronologique.

### Versets 2-13: La tentation des croyants
Plusieurs auteurs pensent que les versets 2 à 11 sont un ajout rédactionnel, la sourate commençant abruptement sans introduction. Ces versets semblent, en outre, confus. Pour pouvoir les comprendre, il est nécessaire de les contextualiser comme étant des commentaires et d’avoir connaissance du texte évangélique qu’ils commentent (Mt 10, 34-37 ou moins probablement Lc 14,26). De ce texte à portée général, le Coran va en faire un commandement spécifique.
L’idée d’épreuve (fitna) prend une place importance dans ces versets et dans toute la sourate. Cette notion sera chargée après les troubles du califat d’Uthman (644-656), troisième calife de l'islam, et la guerre civile entre les partisans d’Ali et ceux de Mu’awiya. Une seconde Fitna prend place durant le règne d’Abd al-Malik (685-705), le cinquième calife omeyyade. Ces deux périodes étant des périodes de travail rédactionnel sur le Coran, il est possible de s’interroger sur la possibilité d’interventions durant ces règnes. Il est malheureusement impossible d’en savoir davantage dans l’état actuel de la recherche.
La séquence d'idées au début de cette sourate présente des similitudes avec celle retrouvée dans le Diatessaron, suggérant ainsi la possibilité que Mahomet ait eu connaissance des Évangiles à travers cette harmonie évangélique en langue syriaque dont la rédaction est traditionnellement attribuée à Tatien le Syrien.

Texte de la sourate (Coran datant de 1874)
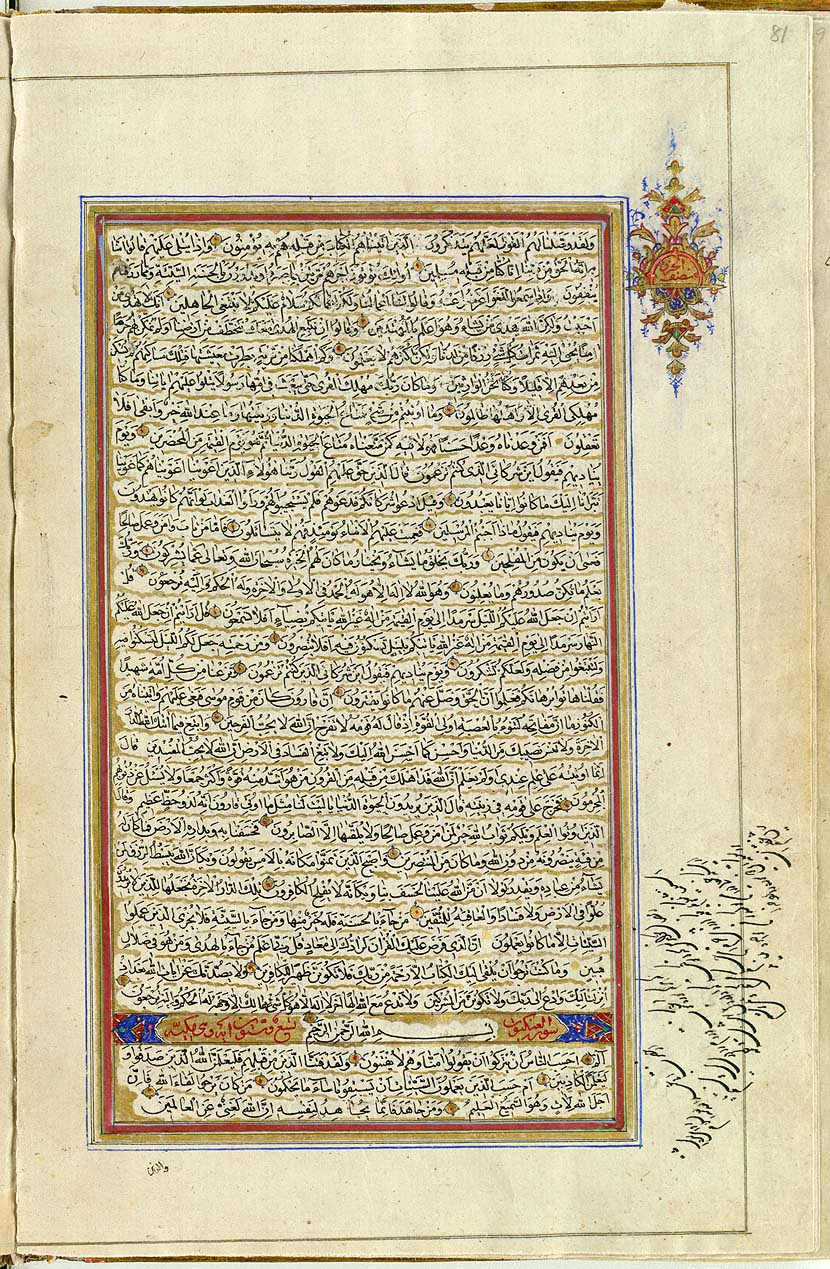
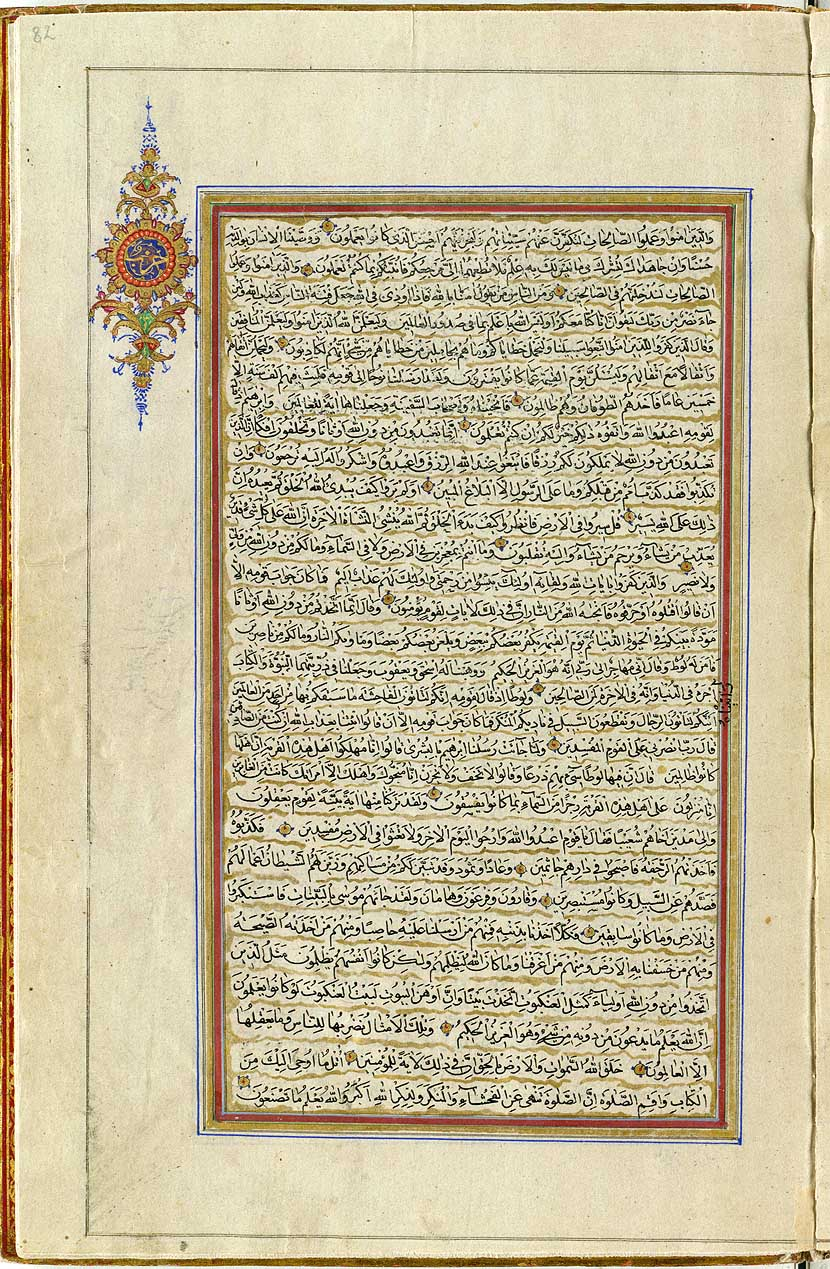
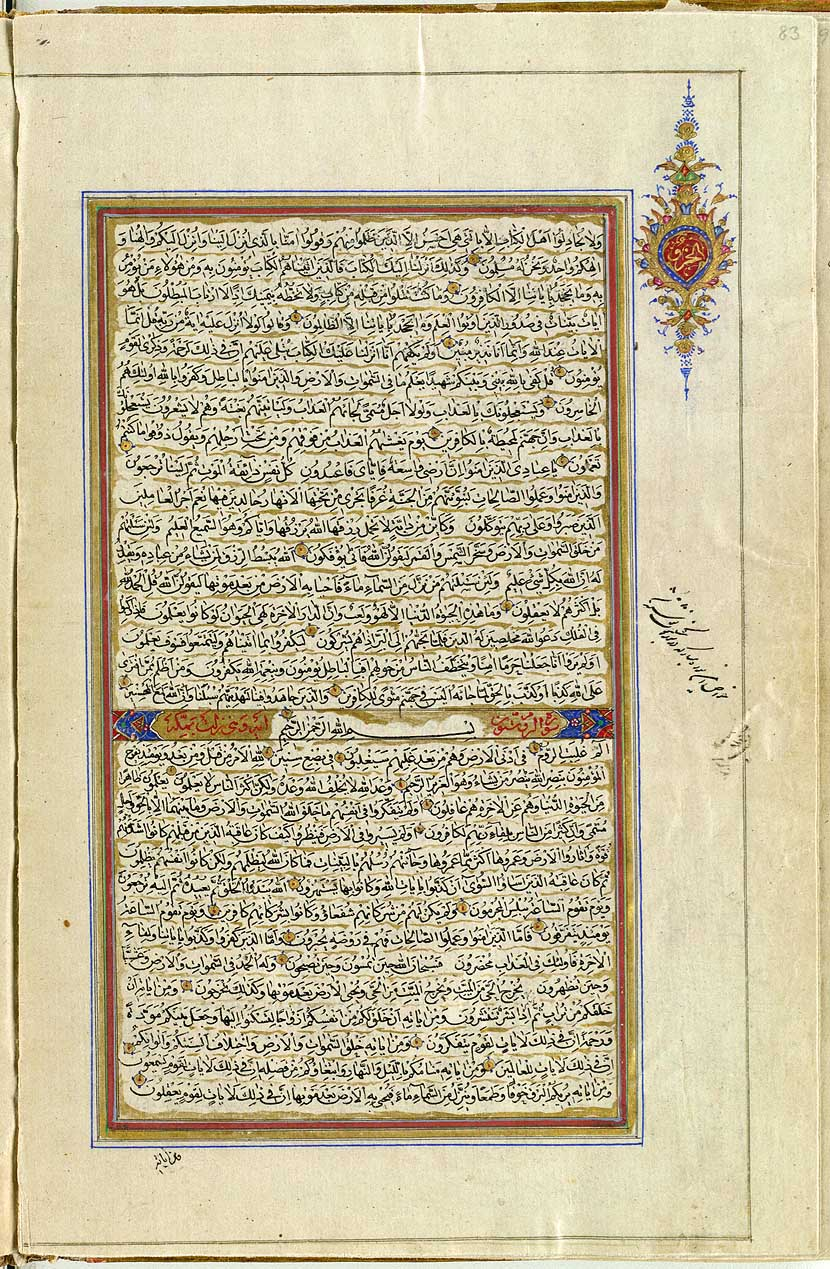